# Sainte-Marcelline-de-Kildare
Saint-Marcelline-de-Kildare è un comune del Canada, situato nella provincia del Québec, nella regione di Lanaudière.